# 김혜성 (성우)
김혜성(1985년 9월 10일 ~ )은 대한민국의 성우로, 2012년 대원방송 성우극회 공채 3기로 입사했다. 유튜브 채널 인 성우 혜성 혜성tv를 운영하고 있다.

## 출연작품

### 애니메이션(타방송사)
- 달의 요정 세일러문 R - 아르테미스 / 데이브
  - 달의 요정 세일러문 S (대원방송) - 아르테미스 / 데이브
- 디지몬 크로스워즈 - 기가브레이크드라몬 / 성민
- 마이펫의 이중생활, 마이펫의 이중생활 2 (MOVIE) - 노먼(기니피그)
- 벨제바브 - 시모카와 / 류자키 / 알렉스  / 헤카도스 / 아카리 / 시도하라 / 하스이 / 아크바바 / 케찰코아틀
- 소년탐정 김전일 Original - 이누야사
- 스위트 프리큐어♪ - 네가톤 / 오지 마사무네 (한성훈) / 고렘 / 노이즈 (피 / 삐삐)
- 왕괴짜 돈만이
- 울트라 키즈짱 - 부리
- 유희왕 ZEXAL
- 캡틴 근육맨
- 페어리 테일 - 워렌 / 비지터 / 탱탱A / 대주교 / 단 스트레이트
- 바쿠만 - 스즈키 / 김성규
- 츠리타마 - 우라라
- 트랜스포머 레스큐봇 - 그레이엄 번즈
- 미나미家 세자매 4기 (애니박스) - 나츠키
- 코토우라양 (애니박스) - 문중기
- 팩맨과 유령의 모험 (애니박스) - 잉키
- 파워캐치 완다 - 수재 아빠
- 팡팡! 불량로봇 대소동 (챔프) - 샘
- 해피해피 다마고치 - 도로치 / 고가라사치 / 도너치 / 다마히코 / 파파파치
- 괴도 조커 (카툰네트워크) - 레인보우 저스티스
- 장난감이 살아있다 (MOVIE) - 아트
- 기동전사 건담 AGE (챔프TV) - 라간
- 스마일 프리큐어! - 팝
- 아울은 너무 이상해 (애니맥스) - 렘지
- 원피스 Original 12기 샤본디 제도 편 - 센토마루
- 원피스 Original 13기 임펠다운 편 - 샹크스, 엠포리오 이반코프
- 원피스 Original 18기 드레스로자 편 - 블루 길리
  - 원피스 스탬피드 - 폭시
- 오소마츠 6쌍둥이 (애니박스) - 마츠노 토도마츠
- 베르세르크 극장판 (애니박스) - 리켈 / 벤 / 고문관
- 스머프: 비밀의 숲
- 프린세스 스타의 모험일기 (디즈니채널)
- 주먹왕 랄프 2: 인터넷 속으로 (MOVIE) - 노스모어
- 프린스 코기 (MOVIE) - 찰리
- 반짝반짝 캐치! 티니핑 (JEI 재능TV) - 도둑 2, 짝짝핑
- 포켓몬스터 XY (투니버스) - 오르니스
- 포켓몬스터 W (투니버스) - 두송
- 배드 가이즈 (MOVIE) - 마멀레이드
- 뽀로로 극장판 드래곤캐슬 대모험 (MOVIE) - 게드
- 극장판 SPY×FAMILY CODE: White - 본드 포저
- 가필드 더 무비 - 존 아버클

### 애니메이션(KBS)
- 헬로 카봇 - 아이언트
- 놓지마 정신줄
- 보토스 패밀리1 2  현재 출연중
- 또봇 V - 로크
- 몬스터 탑 - 아웅, 해원
- 브레드 이발소 - 가래떡
- 다이노 파워즈 - 훅스
- 다이노 파워즈 파트2 - 슬래머
- 라이즈맨 - V, 단, 키메라 성인

### KBS 키즈
- 마계학교! 이루마군 - 로미엘
- 마계학교! 이루마군 2 - 로미엘
- 마계학교! 이루마군 3 - 로미엘, 푸르푸르

### 외화
- 닥터 스트레인지 - 웨스트(마이클 스툴바그)
- 닥터 스트레인지: 대혼돈의 멀티버스 - 웨스트(마이클 스툴바그)
- 블랙 팬서 - 시스템 음성(트레버 노아)
- 어벤져스: 인피니티 워 - 콜버스 글래이브(마이클 쇼)
- 토르: 라그나로크 - 아스가르드인(롭 마이에스)

### 특촬물
- 가면라이더 오즈 - 폭탄광 / 사범
- 가면라이더 포제 - 제이크(츠지야 시온)
- 가면라이더 이그제이드 - 호죠 에무/도명호
- 파워레인저 고버스터즈 - 래비터스(스즈키 타츠히사)
- 파워레인저 다이노포스 - 영맹의 용사 D / 데보 소원의별, 황진상
- 파워레인저 닌자포스 - 이만세(레드 닌자)
- 파워레인저 돈브라더즈(대원방송) - 천홍도(돈 모모타로), 돈 킬러
- 돌아온 파워레인저 다이노포스 100 Years After - 데보 봄이니까 뭐
- 가면라이더 위저드 - 벨트
- 도라에몽 스탠바이미 - 청년 진구역

### 게임
- 마비노기 영웅전 - 헤기 / 루 라바다
- 하얀고양이 프로젝트 - 클로비스(한국 한정 캐릭터)
- 오버워치 - 겐지
- 데스티니 차일드 - 루돌프 / 바벨
- 메이플스토리2 - 홀슈타트
- 니그레도 라비린스
- 소울워커 - 진 세이파츠
- 메이플스토리 데몬어벤저
- 메이플스토리 아프리엔
- 히어로즈 오브 더 스톰 - 겐지
- 하이퍼 유니버스 - 아수라
- 삼국블레이드
- 세븐나이츠 - 실베스타
- 마비노기 - 루에리
- 사이버펑크 2077 - V
- 쿠키런: 킹덤 - 닌자맛 쿠키
- 길티기어 스트라이브 - 치프 자너프
- 발로란트 - 체임버
- 붕괴 스타레일 - 단항

### 공연
- 천국의 초대석 (M.A.D) - 친구 역
- 로맨틱 테이블